# 東中島町
東中島町（ひがしなかじまちょう）はは愛知県名古屋市中川区にある町名。現行行政地名は東中島町1丁目から東中島町8丁目。住居表示未実施。

## 地理
名古屋市中川区の中央部の南側に位置し、東に掛入町、西に中島新町、南に昭和橋通、北に大塩町と広田町と草平町に接する。

## 世帯数と人口
2019年（平成31年）2月1日現在の世帯数と人口は以下の通りである。
| 町丁     | 世帯数    | 人口    |
| -------- | --------- | ------- |
| 東中島町 | 1,200世帯 | 2,484人 |

## 学区
市立小・中学校に通う場合、学校等は以下の通りとなる。また、公立高等学校に通う場合の学区は以下の通りとなる。
| 番・番地等 | 小学校               | 中学校               | 高等学校 |
| ---------- | -------------------- | -------------------- | -------- |
| 全域       | 名古屋市立中島小学校 | 名古屋市立高杉中学校 | 尾張学区 |

## 交通
- 名古屋臨海高速鉄道 西名古屋港線（あおなみ線）
中島駅（所在地は掛入町であるが、駅の一部に東中島町に入っている。）

## 施設
- 市営中島荘

## その他

### 日本郵便
- 郵便番号 : 454-0866[2]（集配局：中川郵便局[7]）。